# Organisation Pensée Bataille
L’Organisation Pensée Bataille (OPB), créée en 1950 et auto-dissoute en 1953, est une tendance clandestine au sein de la Fédération anarchiste (FA) dite « de 1945 » (un « parti clandestin au sein de la Fédération anarchiste » pour reprendre les termes de Maurice Joyeux un de ces principaux opposants).

## Création
L'OPB a été créée au début de l'année 1950, sur l'initiative entre autres de Louis Estève, Roger Caron, Serge Ninn, Robert Joulin, André Moine et Georges Fontenis. Son nom s'inspire d'un livre de Camillo Berneri.
Leur objectif était de former une fraction communiste libertaire pour s'opposer à la fraction Anarchisme individualiste, de prendre le contrôle de la FA et d'en faire une organisation disciplinée, matérialiste, avec une analyse marxienne du capitalisme, une ligne politique unique et défendant le syndicalisme et les luttes sociales.

## Fonctionnement et composition
Les militants de l'OPB sont recrutés par cooptation et à la majorité des deux tiers. L'assemblée générale élit un secrétaire, dit "responsable au Plan" (Fontenis), un secrétaire-adjoint dit "conseiller" (Caron) et un trésorier (Joulin). Ce bureau de l'OPB est chargé de mettre au point les mesures propres à l’exécution du Plan décidé par l’assemblée générale.
L’OPB est constitué de militants des groupes Paris-Est, Paris 18e et 19e, Renault-Billancourt, Thomson et du groupe Krondstadt (Paris-Sud), elle compte également des militants à Marseille et Narbonne.

## Influence de l'OPB
En quelques années les thèses de l'OPB deviennent majoritaires dans la FA.
Lors de son congrès de Paris du 23 au 25 mai 1953, l'orientation communiste libertaire plateformiste (porté par Georges Fontenis et l'OPB) et l'orientation anarchiste synthésiste (porté par Maurice Joyeux) s'opposent. La première l'emporte et change ainsi l'organisation en profondeur. La futur FCL adopte alors le drapeau rouge et noir et le Manifeste du communisme libertaire qui s'oppose autant à l’extrémisme individualiste qu’au bolchevisme, et qui prône la constitution d’une avant-garde implantée au sein des syndicats et autres organisations de masse.
La résolution approuvée au congrès de Paris précise : “L’organisation spécifique des militants du communisme libertaire se considère l’avant-garde, la minorité consciente et agissante dans son idéologie et son action les aspirations du prolétariat” afin que “la révolution soit rendue possible pour édifier la société communiste libertaire”. "...le passage de la société de classes à la société communiste sans classe ne peut être réalisée que par la Révolution, par l’acte révolutionnaire brisant et liquidant tous les aspects du pouvoir…”  L’organisation communiste libertaire a un rôle prépondérant à jouer : “ La révolution n’est possible que dans certaines conditions objectives (…) et lorsque les masses, orientées et rendues de plus en plus conscientes de la nécessité révolutionnaire par l’organisation communiste libertaire, sont devenues capables de réaliser la liquidation de la structure de classes". Désormais, les adhérents sont tenus de défendre en public les résolutions de congrès, mêmes s’ils ont voté contre.
Cependant, il faut attendre six mois de plus pour que la fédération change de nom. En décembre 1953, à l'issue d'un référendum, le nom Fédération communiste libertaire fut choisi. En parallèle, la Fédération anarchiste se reconstitue sur des bases synthésistes.

## Fin de l'OPB
L'OPB s'auto-dissout quelques mois après le congrès de 1953.

## Controverse
Au sein du milieu anarchiste, de nombreuses accusations sont portées contre l'OPB. Le Mémorandum du groupe Kronstadt, groupe qui a activement participé à l'OPB ayant quitté ou ayant été exclus la FCL, dénonce les méthodes de la tendance comme relevant de l'entrisme et du noyautage,. L'OPB est également accusé d'avoir des pratiques autoritaires, léninistes, avant-gardistes et trotskistes.
Marc Prévotel pensait l'OPB comme « centralisatrice et bolchévisante ».

## Souvenirs
En 1990, dans ses mémoires L'Autre communisme, histoire subversive du mouvement libertaire, Georges Fontenis revient sur l'OPB, il y déclare que l'OPB n'eut finalement pas une si grande influence sur la victoire de l'orientation communiste libertaire : « Même sans l'appareil de l'OPB, la tendance communiste libertaire devait l'emporter, à Bordeaux en 1952, à Paris en 1953, renvoyant au sous-sol du bazar fin de siècle la phraséologie des « girondins ». Il est évident en tout cas que l'OPB ne fut rien d'autre qu'une sorte d'état-major restreint de par la volonté même des militants du courant en question, tous ne s'estimant pas aptes, nous le répétons, à consentir tous les efforts et la discipline de travail que suppose l'appartenance stricte à l'OPB ». Ainsi il rajoute comme une réponse au groupe Kronstadt que « La révélation de l'existence de l'OPB, en 1954, ne sera qu'un fait divers dont se saisiront les partisans de l'immobilisme [...] pour cibler leurs attaques ». En effet, lors du congrès de Bordeaux en 1951 puis de Paris en 1953, les positions défendues par l’OPB sont toujours approuvées par la majorité de la FA, sans aucun trucage.